# Miramar (Flórida)
Miramar é uma cidade localizada no estado americano da Flórida, no condado de Broward. Foi incorporada em 1955.

## Geografia
De acordo com o United States Census Bureau, a cidade tem uma área de 81 km², onde 76,4 km² estão cobertos por terra e 4,6 km² por água.

### Localidades na vizinhança
O diagrama seguinte representa as localidades num raio de 8 km ao redor de Miramar.

## Demografia
Segundo o censo nacional de 2010, a sua população é de 122 041 habitantes e sua densidade populacional é de 1 596,22 hab/km². Possui 40 294 residências, que resulta em uma densidade de 527 residências/km².

## Geminações
- Santa Ana, Santa Ana, El Salvador